# Міфологема

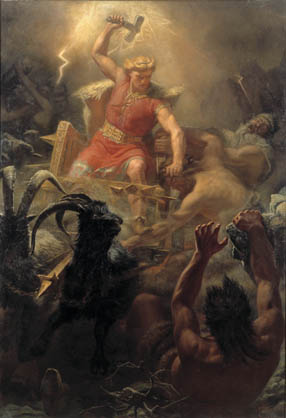
Мітологеми божества, добра та зла, втілені в битві Тора з велетнями

'Мітологе́ма ' (від дав.-гр. μῦθος — сказання, переказ та дав.-гр. λόγος — слово, думка) — найменший неподільний складовий елемент міфу. Такими елементами виступають міфологічні сюжети й о́брази, які характеризуються глобальністю, універсальністю в культурах світу. Міфологеми можуть існувати окремо від міфу в художніх творах, фольклорі чи ідеології, результатом чого стає міфологізм. Окремі протиставлені міфологеми пов'язуються між собою відношеннями під назвою міфеми.
Відмінність міфологеми від архетипу полягає в тому, що якщо архетип — це загальна основа різноманітних міфологічних сюжетів і мотивів у їх граничній абстракції, то міфологема є конкретною модифікацією архетипу, пов'язаною з символами тієї чи іншої спільноти. З цієї причини багато міфологем унікальні для кожного етносу. Вживається також термін «міфологічний архетип».

## Визначення
Поняття було введено в науковий обіг Карлом Юнгом і Карлом Кереньї в монографії «Введення в сутність міфології» (1941) для позначення оповідей, що містять міфологічний матеріал; розкриття сенсу архетипів. Міфологема ніколи не буває закінченою через те, що архетип здатен наповнюватися найрізноманітнішим змістом. Тож міфологема завжди може слугувати основою для нової творчості.
За Веронікою Афанасьєвою, міфологемами є інтуїтивно-емоційні образи, що містять в собі здогад про сутність буття і його грані. Інакше міфологема розуміється як стійкий стан суспільної свідомості, в якому зафіксовані канони описів та пояснень існування речей у світі, цінності та дозволені межі.
У сучасній літературі слово «міфологема» часто використовується для позначення свідомо запозичених міфологічних мотивів та перенесення їх до твору художньої культури. В літературознавстві це архетиповий мотив чи образ, що походить з міфу і зберігає свій міфологічний зміст; уламок міфу, який втратив свої автохтонні характеристику та функції, і залучений до фольклорного тексту, де сприймається як вигадка, образна оздоба чи сюжетна схема, що стала традиційною.

## Характеристики міфологеми
Міфологеми засновуються на досвіді суспільства — по-перше, спільному для людства, по-друге — регіональному. Наприклад, міфологема Світового дерева здобуває різноманітні реалізації в численних культурах, але її значення всюди підсвідомо зрозуміле. Міфологема містить пояснення якогось елемента світобудови (робить його зрозумілим, впізнаваним), передає цінності суспільства, встановлює межі дозволеного й забороненого, надає наративу виразності.
Міфологема може виражатися як у слові чи словосполученні, так і в зображеннях, геометричних формах, навіть природних об'єктах, наділених символізмом. Оскільки міф переважно реалізується в якому-небудь ритуалі, міфологема буває прямо пов'язана з елементом ритуалу — ритуалемою. До прикладу, міфологема вмирущого та воскресного божества реалізується в ритуалах жертвопринесення.
У той час як міфи з часом втрачають актуальність і перестають сприйматися як істина, міфологеми здатні зберігатися в художніх творах або фольклорі. З часом міфологеми можуть ставати складовими нових міфів, які організовують світосприйняття та діяльність людей, знову постаючи в статусі істини. Так, міфологеми активно використовуються в політиці та рекламі для здійснення маніпуляцій масовою свідомістю. Наприклад, в політиці це можуть бути міфологеми Батьківщини, своїх і ворогів, захисника. В рекламі — міфологеми дружби, свободи, свята. Одні міфологеми несуть сенс самостійно, замінюючи факти, тоді як інші — підсилюють сприйняття, натякаючи на стосунок зображуваного до священного чи загальноприйнятого. Наприклад, небо, зорі натякають на піднесеність, опіка вищих сил.

## Міфологема та ідеологема
З огляду на часту характеристику політичної ідеології як сучасної міфології, складові ідеології — ідеологеми, вважаються формою міфологем. Як і міфологема, ідеологема завжди емоційно забарвлена та має символічний характер. Але ідеологема відрізняється тим, що може виражатися не лише словами чи візуальними знаками, а й закінченнями слів, динамікою мови.

## Приклади міфологем
- Добро і зло
- Смерть і воскресіння
- Життя після смерті
- Герой
- Чудовисько
- Ініціація
- Божество
- Демон
- Світове дерево
- Вісь світу
- Золота доба
- Кінець світу
- Рай
- Пекло